# Valar
För andra betydelser, se Valar (olika betydelser).
Valar (Cetacea), eller valdjur, är en ordning i klassen däggdjur. I ordningen ingår ungefär 80 arter som alla är anpassade till ett liv i vatten. Molekylärgenetiska studier har visat att valar tillsammans med partåiga hovdjur är besläktade och placeras i det gemensamma taxonet Cetartiodactyla.
Det biologiska begreppet "valar" inbegriper alla arter inom ordningen Cetacea ("valdjur"), det vill säga även delfiner och tumlare, inte bara de arter som i vardagligt tal benämns som valar (jämför med engelskans Whale). Arterna inom ordningen delas upp i två de underordningarna bardvalar och tandvalar. Ett äldre namn för val är valfisk, men detta kom ur bruk för att betona att valar inte är fiskar, utan däggdjur.
Arterna förekommer i alla havsområden på jorden och några valar når angränsande floder samt vissa insjöar.

## Kännetecken

### Allmänt
Ordningen valar omfattar de största djurarterna som lever, eller har levt på jorden. Blåvalen är idag med sin längd på upp till 30 meter och vikt av cirka 173 ton, världens största djur och kaskeloten är det största däggdjuret med tänder. De minsta arterna av val är däremot bara 120 centimeter långa och cirka 23 kilogram tunga. Som hos de flesta däggdjuren föder valarnas honor levande ungar som diar fet mjölk från mammans spenar. Valar är liksom sirendjur fullständigt anpassade till ett liv i vatten. De lever hela sitt liv i vatten och saknar helt förmåga att leva på land, där de skulle torka ut och dö på grund av överhettning eller klämma ihjäl sig på grund av sin vikt.
Valar har som andra däggdjur lungor och andas luft. De andas genom blåshål ovanpå huvudet och deras andningssystem är mycket väl anpassat så att de kan dyka under lång tid utan att behöva komma upp till vattenytan. Kaskeloten, en av de valar som dyker både djupast och under längst tid, kan vara under vattenytan över en timme innan de måste upp för att andas igen.
Valar har ett mycket effektivt hjärta med två kamrar, samt ett blodomlopp med två kretslopp: det lilla som pumpar syrefattigt blod från hjärtat till lungorna och syrerikt tillbaka, samt det stora som pumpar ut syrerikt blod i kroppen och syrefattigt tillbaka till hjärtat. Detta medför att blod och syre bättre fördelas i kroppen, i motsats till fiskar som endast har ett enda kretslopp och därmed också ett mer primitivt hjärta.

### Kroppens huvudegenskaper
Valarnas kroppsform gör att de påminner om stora fiskar. De har en spolformig kropp och deras främre extremiteter är omformade till fenor. Dessutom har de ytterligare en fena på ryggen, vars form skiljer sig hos de olika arterna. Fenorna använder valarna endast för att hålla balansen i vattnet. Kraften framåt skapar valen enbart med stjärtfenan som i förhållande till kroppen är ställd vågrätt, saknar ben och är broskig. Med kraften från stjärten kan de även kasta sig upp ur vattnet och genomföra flera meter höga språng upp i luften.
Bakre extremiteter saknas fullständigt, liksom alla andra kroppsbihang som öron eller hår förutom några styva hår vid bardvalarnas mun. Manliga könsorgan och mjölkkörtlarna hos honan är gömda i hudflikar.
Andningsöppningarna är placerade på kroppens högsta punkt, strax bakom nacken. Av dessa har bardvalar två och tandvalar en. Vid utandning kondenserar ofta andningsluftens fuktighet och bildar en fontän som kallas blås. Inandning och utandning sker snabbt och med högt tryck.
I övrigt har valar ett tjockt späcklager som skyddar mot kyla. Hos de större arterna är detta skikt upp till 50 centimeter tjockt.

### Skelett

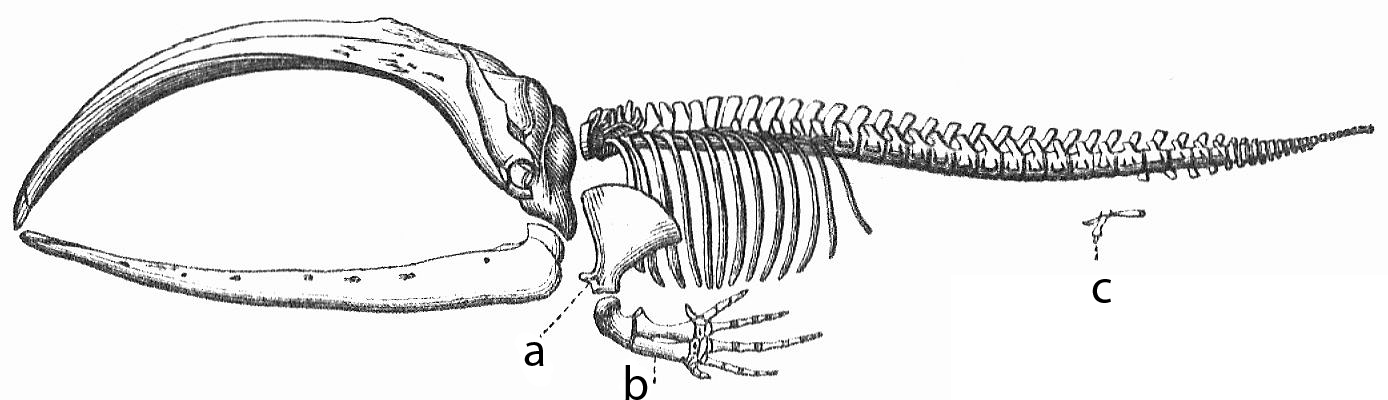
Skelett av en bardval
a - skulderblad
b - främre extremitet
c - rester av bakre extremitet

Valars skelett saknar till största delen fasta ben, och benen är lätta och elastiska. Många skelettdelar är ersatta av brosk eller till och med fettvävnad. I örat och vid nosens spets har den ett antal ben som är unika för ordningen. Dessa ben har hög densitet och liknar porslin, dessutom har de särskilda akustiska egenskaper och leder ljud bättre än vanliga ben. 
Under evolutionen har valarnas skalle blivit allt längre, benen i armarna förkortats och fingerbenen blivit längre. Den enda led i främre extremiteterna som används är den som sitter mellan skuldran och armen. Skelettdelar som tidigare tillhörde de bakre extremiteterna är idag bara rudimentära. Valar har likformiga tänder och några arter har förhornade gomlister som kallas barder.

### Inre organ
Viktigt för ett liv i vatten är ett väl utvecklat blodomlopp och ett effektivt andningssystem. Vid varje andetag byter en val ut upp till 90 procent av lungornas innehåll. För landdäggdjur ligger detta värde ungefär vid 15 procent. I lungorna överförs nästan dubbelt så mycket syre till blodet som hos landdäggdjur. Syret sparas inte bara i blodet och i lungorna, utan också i andra vävnader, till exempel i musklerna. Dessa extra syremagasin är ytterst viktiga för valars överlevnad på djup som överstiger hundra meter, där trycket är så stort att lungorna helt pressas ihop. Under dykning sänks syreförbrukningen genom lägre hjärtaktivitet och genom att vissa organ under perioder inte får något syre.
Valarnas mage har tre kamrar, förutom näbbvalar som saknar den första av dessa. Blodets salthalt är lägre än salthalten i havsvattnet. Saltet som valarna tar in med vattnet förs ut ur kroppen av njurarna. Hjärnan är högt utvecklad.

### Sinnen
Hörseln är ett viktigt sinne hos valar och de kommunicerar bland annat med olika ljud. De stora bardvalarna, till exempel knölvalen, kan kommunicera på långa avstånd med hjälp av lågfrekventa ljud. Tandvalar, som delfiner, använder även ljud för att orientera sig eller upptäcka byten, så kallad ekolokalisering. Floddelfiner som lever i mer grumliga vatten har nedsatt syn på grund av att detta sinne varit mindre viktigt för överlevnaden, men har istället en mycket känslig nos.
Hos havslevande tandvalar är luktsinnet i princip obefintligt och bardvalar har ett underutvecklat luktsinne. Allmänt är valarnas synförmåga bra. Från tårkörteln avsöndras en vätska som minskar saltvattnets irriterande verkan.

## Utvecklingshistoria
De första valarna uppkom troligen under mellersta eocen, för ungefär 50 miljoner år sedan vilket framgår av fossil huvudsakligen funna i Pakistan. Valar har samma förfäder som dagens partåiga hovdjur. Bland nutida partåiga djur räknas flodhästarna som valarnas närmaste släktingar.
Under evolutionen bakåtbildades de bakre extremiteterna för att ge djurens ryggrad en högre flexibilitet. Öronen förlorade sina öppningar och andningsöppningarna flyttades från huvudets spets till dess ovansida. De olika tandsorterna ändrade utseende och idag har alla valar likformiga tänder. Vissa arter har utvecklat barder.

### Från land till hav

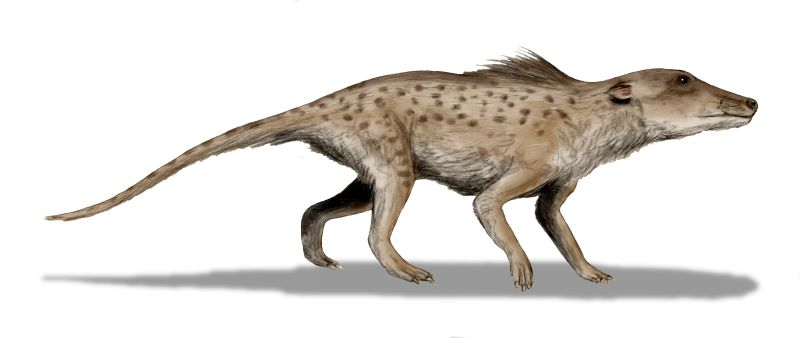
Rekonstruktion av Pakicetus, illustration av Nobu Tamura.

Det äldsta kända djur man känner till som betraktas som förfader till valarna är den hundliknande Pakicetus. Fossil av djuret hittades av Philipp Gingerich år 1979 i norra Pakistan, och bestod av skalldelar med tydliga kännetecken av valarnas hörselregion. Gingerich trodde att Pakicetus levde i vatten men ännu hade tydligt utpräglade extremiteter men senare fynd har visat att Pakicetus snarare var ett landdjur som hade stora likheter med hundar.
Som viktigaste länk räknas arten Ambulocetus natans som var nästan fyra meter lång. Även denna art hade extremiteter som var användbara för rörelse på land. Den levde i mangroveskogar eller bräckt vatten och liknade i kroppsformen avlägset en krokodil. Nosen var långsträckt och andningsöppningarna och ögonen befann sig högt uppe på skallen. Djurets svans var kraftig och användes för att ta sig fram. Denna art livnärde sig av fiskar och andra ryggradsdjur. Ambulocetus natans upptäcktes först 1992 i norra Pakistan av Hans Thewissen som var elev till Gingerich. Hans Thewissen har också hittat fossil efter däggdjuret Indohyus, och som också tros ha ett nära släktskap med valarna. Indohyus hör till en grupp hovdjur som kallas raelloiderna. Överensstämmelser hittades bland annat i uppbyggnaden av klippbenet som är en del av tinningbenet, i formen av djurens premolarer och i strukturen av andra skelettdelar.
Andra arter som levde för 45 miljoner år sedan hade redan bakåtbildade bakre extremiteter och liknade till kroppsformen dagens sälar.

### Livet i oceanen
Sedan 40 miljoner år finns valarter som inte har någon anknytning till land. Här kan nämnas släktet Basilosaurus med 18 meter långa arter, som efter upptäckten felaktigt betraktades som dinosaurier. Övergången från ett liv på land till ett liv i havet tog alltså ungefär tio miljoner år.
Fram till nutiden har ett stort antal olika valarter utvecklats. Man känner till fossil av cirka 1000 arter, som huvudsakligen är utdöda, men deras släktingar lever fortfarande i jordens oceaner.
Valarna drabbades i motsats till andra däggdjur av megafaunan inte av utrotningsvågen vid slutet av pleistocen.

## Levnadssätt

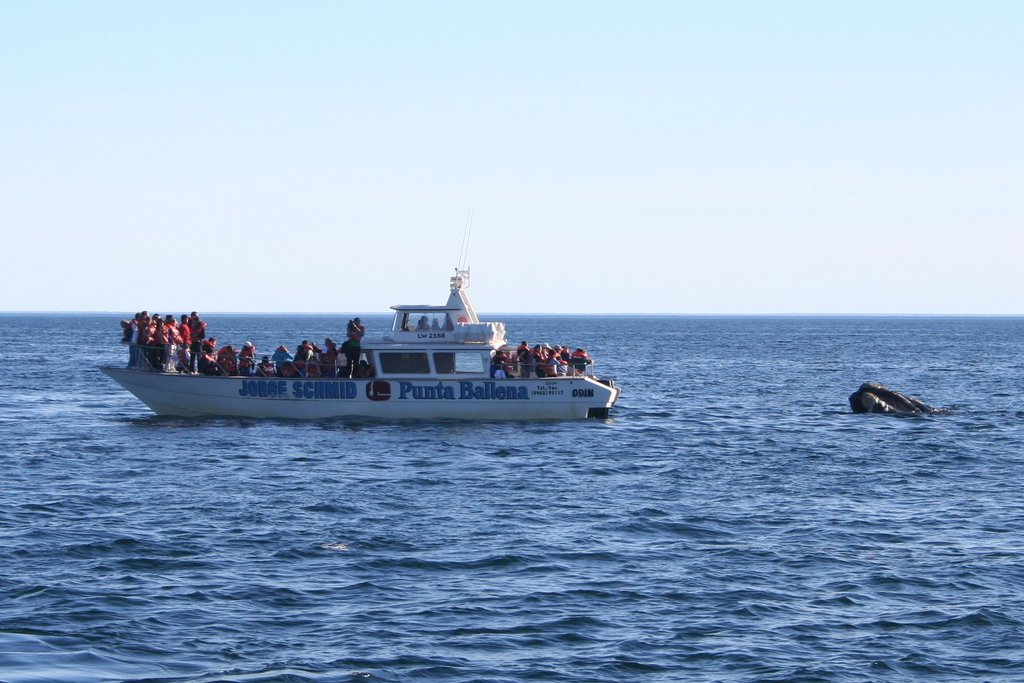
Valskådning i Valdeshalvön, Argentina.

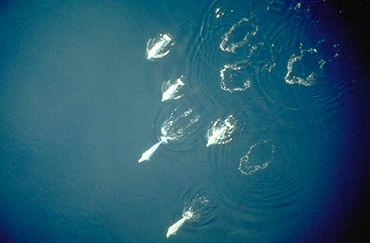
Grupp av vitvalar.

Valar lever oftast i flockar och har ett högt utvecklat socialt beteende. En vanlig grupp omfattar mellan tio och femtio individer. Vid mycket bra tillgång till föda eller under parningstiden förekommer upp till 1000 djur tillsammans. Vid dessa tillfällen är det möjligt att individer från olika valarter bildar gemensamma grupper.
I varje grupp finns en rangordning och varje individ försöker höja sin ställning genom att bita, ramma eller knuffa. Tydligt aggressiva handlingar förekommer dock bara i stressituationer, till exempel vid brist på föda eller under fångenskap. Ofta liknar deras beteende mer en lek med luftsprång, surfing och klappande rörelser med fenorna.
För att kommunicera utstöter valhannar ljud som liknar sång och som går att höra på avstånd av mer än hundra kilometer. Individer som vistas när varandra kommunicerar med visslande läten och för ekolokaliseringen används klickljud.
Jakten sker i grupper och några arter jagar tillsammans med andra djur. Många delfiner följer tillsammans med tonfiskar efter svärmar av mindre fisk. Späckhuggare (Orcinus orca) har till och med andra större valarter som jaktbyte när de är i grupp. Dessutom äter arten fiskar, pingviner och sälar. Grupper av knölvalar (Magaptera novaeanglia) skapar ett nät av luftbubblor runt fisk- eller krillsvärmar för att markera dem. Även andra bardvalar har kräftdjur samt andra smådjur som föda.

### Fortplantning
Hos de flesta valarter har man fastställt en fortplantningscykel som hänger ihop med årstiderna. Denna cykel hänger samman med vandringar som man har iakttagit hos många arter. Hos tandvalarna finns sällan fasta förhållanden, till exempel har honorna av flera arter flera partners under samma parningstid. Däremot lever bardvalar under en fortplantningsperiod monogamt, men dessa par skiljs efteråt. 
Dräktigheten ligger mellan 9 och 17 månader och denna tid beror inte på djurets storlek. Dräktigheten hos tumlare ligger liksom hos blåvalar vid 11 månader. Valar föder vanligtvis bara en unge (kalv) och vid tvillingfödsel dör oftast den ena ungen, därför att honan inte har tillräckligt med mjölk för båda. Ungar föds huvudsakligen med stjärten först. På detta sätt är risken att ungen drunknar minimal. Strax efter lyfter honan ungen till vattenytan så att den kan andas. Ungarna har vid födseln en storlek som ligger vid ungefär en tredjedel av de vuxnas och de blir snabbt självständiga. Mjölken sprutas från två spenar vid honans bukregion in i ungens mun med tryck.
Ungdjuret får di i ungefär ett år och det skapar ett tätt samband mellan modern och avkomman. Uppfostringen görs hos alla valar av honan. De flesta valar blir jämförelsevis sent könsmogna, huvudsakligen mellan sjunde och tionde levnadsåret. Med denna strategi blir det inte så många ungar men dessa har bra överlevnadschanser.

## Status
De största hoten för valarna skapas med några få undantag av människan. Som naturliga fiender finns bara några större hajar och andra valarter som späckhuggaren. Hoten från människan kan indelas i tre typer: Det direkta hotet av valfångst och de indirekta hoten av fiske och miljöföroreningar. 

### Valfångst
Huvudartikel: Valfångst

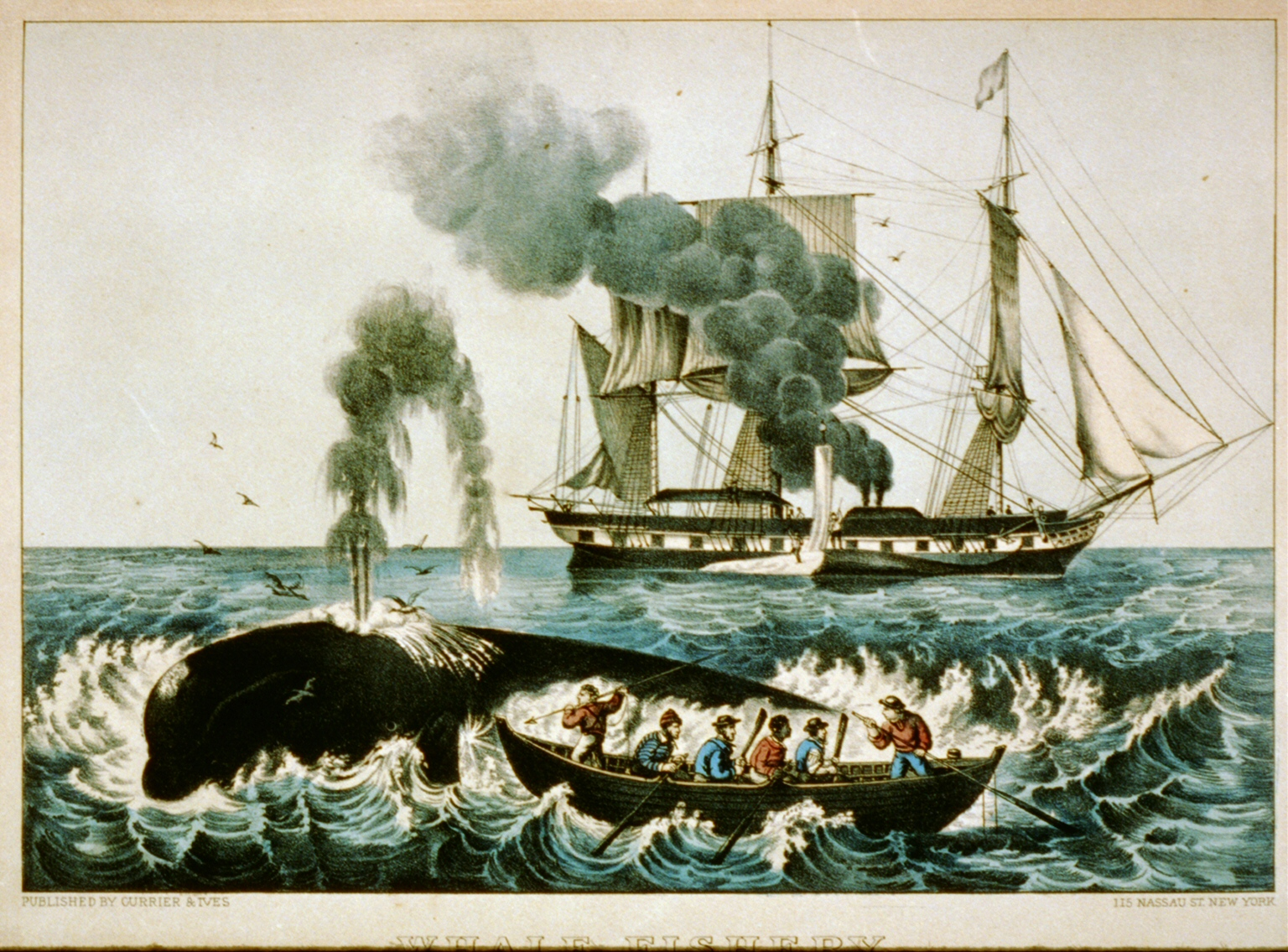
Valfångst vid slutet av 1800-talet.

Under medeltiden jagades valar för deras kött, tran som användes som bränsle och de stora gomlisterna som användes för husbygge. Redan vid slutet av medeltiden var stora flottor ute för att jaga de stora valarterna, huvudsakligen grönlandsval och rätvalar. Till exempel hade den nederländska flottan under 1500-talet och 1600-talet cirka 300 valfångstskepp med 18 000 män i besättning. Under 1700-talet och 1800-talet jagades huvudsakligen bardvalar, för att få gomlisterna som användes i korsetter och krinoliner. Dessutom användes kaskelotens spermaceti som smörjmedel för maskiner och dess ambra som grundämne för farmacin och parfymframställning.
Efter uppfinnandet av sprängharpunen ökade jakten tydligt. Stora skepp omvandlades till moderskepp och där förädlades valen till olika produkter. Ungefär vid början av 1900-talet hade valar en stor betydelse som råvarukälla för industrin. Under denna tid pågick en intensiv jakt. Till exempel dödades under säsongen 1930-1931 omkring 30 000 blåvalar, cirka 10 000 sillvalar och ungefär 600 knölvalar.
De flesta valarter är idag hotade till sitt fortbestånd. Några större valarter dog nästan ut. Fullständigt utrotade blev till exempel gråvalspopulationerna i Atlanten och söder om Koreahalvön. Av arten nordkapare finns troligtvis bara 300 till 600 individer. Populationen av blåvalen uppskattas till maximalt 14 000 individer. 
De första skyddsåtgärderna för valar beslöts 1931. Huvudsakligen tydligt hotade arter som knölvalen, som vid denna tid bara hade ett bestånd på omkring hundra djur, blev skyddade. Dessutom skapades de första skyddszonerna. 1946 grundades den internationella valfångstkommissionen, som ska säkra valarnas bestånd. Denna organisation förbjöd 1985 dödandet av valar fram till 2005. Fortfarande fångas dock val, huvudsakligen av japanska fiskeflottan, vilken anger forskning som skäl till detta.

### Fiske
Många mindre arter, mest delfiner, har minskat i bestånd. De blir ofta offer för fiske efter tonfisk, på grund av att de simmar i närheten av tonfiskar. Många fiskare vet om delfinernas vana att simma ihop med tonfiskarna och letar därför efter delfiner när de vill fånga tonfisk. Fiskarna bildar stora cirklar runt delfingruppen med sina nät och hoppas att på detta sätt fånga även ett fiskstim. När näten dras ihop blir även delfinerna fångade och drunkar. För floddelfiner är fiske med lina ett hot som förekommer i deras levnadsområde.

### Miljöföroreningar
Ett problem som blir allt större är föroreningen av havet. Tungmetaller och rester av växt- och insektsgifter är inte biologiskt nedbrytbara. Valar slukar dessa ämnen med havsväxter och bytesdjur och på detta sätt ökar känsligheten för sjukdomar och de får färre ungar. Även ozonlagrets uttunning påverkar valarnas liv, genom att det minskar mängden plankton i havet och därmed tillgången på föda. Det drabbar huvudsakligen bardvalar. 
En långsiktigt hot är även försurningen av havet, som förstör kalkskelett av alger och mindre varelser som räknas till plankton. Militär och geologisk forskning använder sprängningar och sonar som bildar ett tydligt oljud i havet. Havsdäggdjur som använder biologiska sonar för orientering och kommunikation blir hindrade och skräms av oljuden och kommer upp till vattenytan i panik. När de kommer upp till vattenytan i stor hastighet omvandlas gaser som finns lösta i blodet tillbaka till det ursprungliga tillståndet. Gasen sluter blodkärlen och leder till djurets död. Detta är symptom på dykarsjuka.
Marina däggdjur har utvecklats för att sjunka och stiga i vattnet och drabbas nästan aldrig av akut dykarsjuka. Eftersom de utvecklats under miljoner år är det rimligt att tro att de naturliga urvalet skulle gynna de marina djur som bäst kunde undvika sjukdomen, eller att det naturliga urvalet skulle ’’hitta en lösning’’ på problemet. Professor Michael Moore har undersökt ben från valar en längre tid. Benen var skadade och man tror detta kan bero på att valar ständigt drabbas av en kronisk men lindrig dykarsjuka. "I see it as the cost of living in a pressure gradient environment.’’ säger Professor Moore. Valarna har mer skador på benen ju äldre det är. För att undvika akut tryckfallssjuka tror han att valarna stiger gradvis hela tiden. Naturligt urval lär därför ha utvecklat ett beteende som gör att marina djur sjunker och dyker i en takt som undviker den akuta formen.
Under de senaste 40 åren har man funnit ett samband mellan militärens marina övningar och strandade marina djur med dykarsjuka. Det starka oljudet har fått djuren att agera emot sina instinkter. Ljudet av de tekniska apparaterna räcker mycket långt och kan kännas på ett avstånd av över hundra kilometer. Under miljoner år har de marina djurens hörsel utvecklats för att passa havsklimatet och har därför en väldigt känslig hörsel. Långväga kommunikation för att para sig, hitta föda, undvika predatorer och navigera, kommer att försvinna i allt detta oväsen. De flesta forskare är överens om att ljudföroreningar stör den marina miljön.
Djurskyddsaktivister önskar att de som använder sonarteknik tar reda på om det finns stora mängder havsdäggdjur i området.

## Systematik

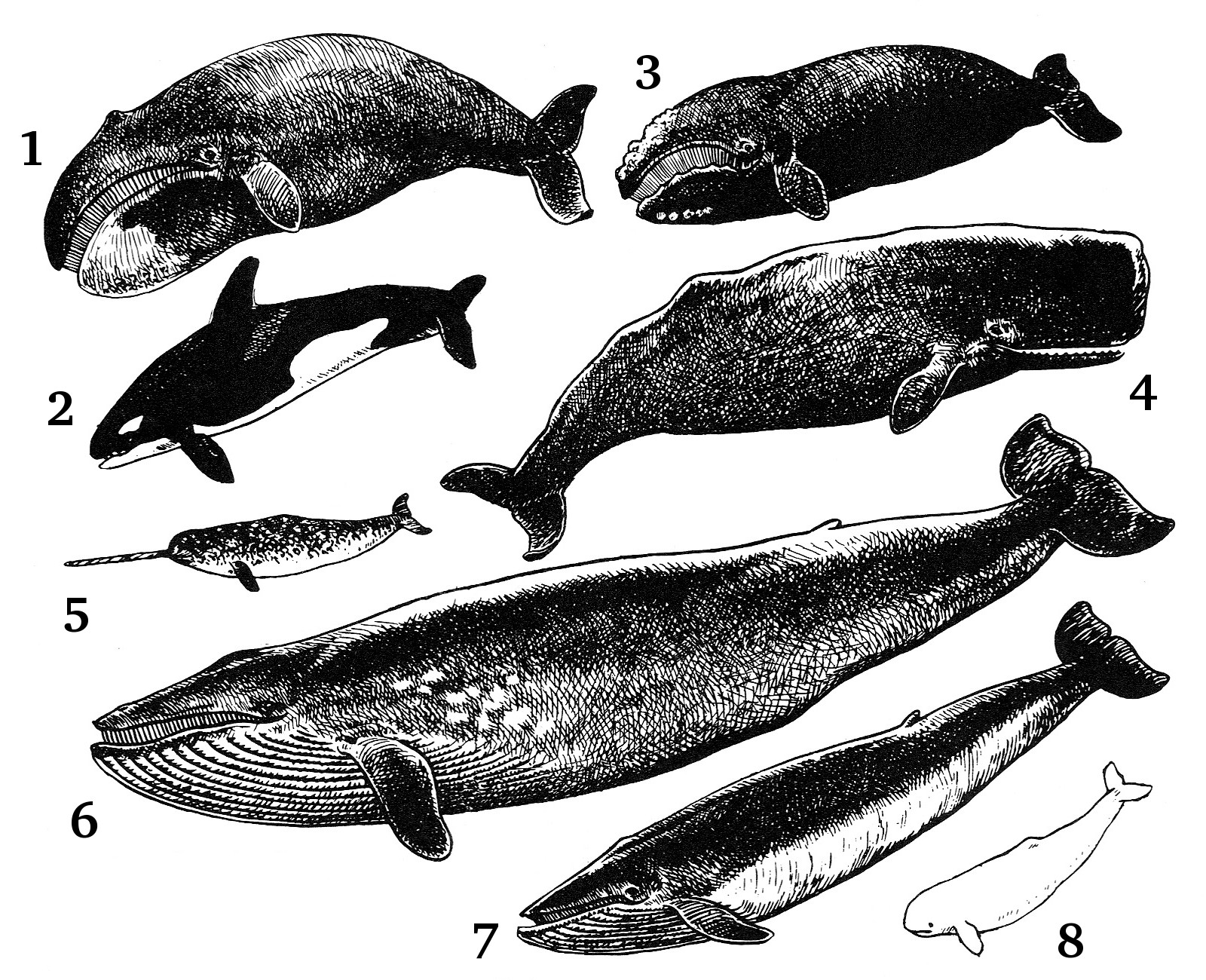
Storleksförhållande mellan några valar:
1. grönlandsval
2. späckhuggare
3. nordkapare
4. kaskelot
5. narval
6. blåval
7. sillval
8. vitval

Ordningen Cetacea indelas klassiskt i två underordningar:
- Bardvalar, som har fått namnet efter de kamliknande gomlister som kallas barder. Med dessa barder filtrerar valarna mindre djur och plankton ur vattnet efter att de har tagit in mycket vatten och sedan utpressas vattnet genom barderna. Hos arten grönlandsval blir dessa barder längre än fyra meter. I denna underordning finns de största nu levande djurarterna.
- Tandvalar, som bland annat innefattar alla delfiner, har likformiga konformiga tänder i käkarna eller bara i underkäken. Tandvalar har en speciell förmåga att känna av sin omgivning med ekoorientering.

Fram till 1970-talet bestod uppfattningen att tandvalar och bardvalar utvecklades oberoende av varandra, men idag anser man att de har samma förfäder. Elva valarter betecknas som storvalar, men denna kategori ingår inte i taxonomin, utan är bara en ytlig bedömning.